# Dudua ptarmicopa
Dudua ptarmicopa es una especie de mariposa del género Dudua, familia Tortricidae.
Fue descrita científicamente por Meyrick en 1936.